# 仙源镇 (黄山市)
仙源镇，是中华人民共和国安徽省黄山市黄山区下辖的一个乡镇级行政单位。

## 行政区划
仙源镇下辖以下地区：
仙源社区、龙山村、水东村、弦歌村和越山村。